# ザ・オープン・ドア
ザ・オープン・ドア（The Open Door）は、エヴァネッセンスが2006年に発表したアルバム。2006年9月25日にポーランドで、9月27日に日本で発売されたことに始まり、10月3日にアメリカ合衆国、10月4日にアルゼンチンと順次発売された。またそれに先駆けて8月15日にはウォルマートとiTunes Storeからインターネットで配信され、予約特典としてエイミー・リーのインタビューと「The Last Song I'm Wasting on You」がボーナス・トラックとして含まれた。

## 収録曲
1. スウィート・サクリファイス - Sweet Sacrifice (Lee / Balsamo) 3:05
2. コール・ミー・ホエン・ユー・アー・ソバー - Call Me When You're Sober (Lee / Balsamo) 3:34
3. ウェイト・オヴ・ワールド - Weight of the World (Lee / Balsamo) 3:37
4. リチウム - Lithium (Lee) 3:44
5. クラウド・ナイン - Cloud Nine (Lee / Balsamo) 4:22
6. スノー・ホワイト・クイーン - Snow White Queen (Lee / Balsamo) 4:22
7. ラクリモサ - Lacrymosa (Lee / Balsamo) 3:37
8. ライク・ユー - Like You (Lee) 4:16
9. ルーズ・コントロール - Lose Control (Lee / Balsamo) 4:50
10. オンリー・ワン - The Only One (Lee / Balsamo) 4:40
11. ユア・スター - Your Star (Lee / Balsamo) 4:34
12. オール・ザット・アイム・リヴィング・フォー - All That I'm Living For (Lee / LeCompt) 3:48
13. グッド・イナフ - Good Enough (Lee) 5:31

ボーナス・トラック
- Extended Exclusive Interview With Amy Lee 4:27
- The Last Song I'm Wasting On You 4:07
- コール・ミー・ホエン・ユー・アー・ソバー（アコースティック・ヴァージョン） 3:39

ボーナス・ディスク（DVD）
- コール・ミー・ホエン・ユー・アー・ソバー ミュージック・ビデオ
- メイキング・オヴ・コール・ミー・ホエン・ユー・アー・ソバー
- コール・ミー・ホエン・ユー・アー・ソバー ミュージック・ビデオ（アコースティック・ヴァージョン）
- リチウム ミュージック・ビデオ（アコースティック・ヴァージョン）

## 参加アーティスト
- Amy Lee - Vocals, Piano, Programming
- Terry Balsamo - Guitar
- John LeCompt - Guitar, Programming
- Will Boyd - Bass
- Rocky Gray - ドラムス
- Seattlemusic - Strings
- Millennium Choir - Choir
- DJ Lethal - Programming
- Carrie Lee and Lori Lee - Background vocals

## チャート成績
- 1位（ユナイテッド・ワールド・チャート）
- 1位（ヨーロッパ）
- 1位（アメリカ）
- 1位（オーストラリア）
- 1位（ドイツ）
- 1位（ギリシャ）
- 1位（スイス）
- 1位（メキシコ）
- 1位（ブラジル）
- 2位（イギリス）
- 2位（オーストリア）
- 2位（オランダ）
- 2位（ベネズエラ）
- 2位（イタリア）
- 2位（イスラエル）
- 2位（カナダ）
- 2位（ニュージーランド）
- 2位（フランス）
- 2位（ポルトガル）
- 2位（アイルランド）
- 4位（日本、洋楽チャート1位）
- 5位（フィンランド）
- 5位（スペイン）
- 8位（ポーランド）

## ゴールド認定等、売上枚数
- 全世界 - プラチナム、2,772,000枚
- ヨーロッパ - プラチナム、1,000,000枚-
- アメリカ - プラチナム、1,240,674枚
- イギリス - ゴールド、200,000枚-
- オーストラリア - プラチナム、1,240,674枚-
- カナダ - プラチナム、100,000枚-
- ギリシャ - ゴールド、10,000枚-
- 日本 - ゴールド、100,000枚-
- ニュージーランド - プラチナム、15,000枚
- ブラジル - プラチナム、125,000枚-
- ポーランド - ゴールド、20,000枚-
- メキシコ - ×2プラチナム、200,000枚-